# Scottish Division One 1903/1904
Čtrnáctý ročník Scottish Division One (1. skotské fotbalové ligy) se konal od 15. srpna 1903 do 30. dubna 1904.
Zúčastnilo se ji již 14 klubů o dva více než v minulém ročníku a vyhrál ji poprvé ve své historii Third Lanark AC. Nejlepším střelcem se stal již popáté v kariéře hráč Rangers Robert Hamilton, který vstřelil 28 branek.